# Thomas Malory
Sir Thomas Malory (ca. 1405 – 14. marts 1471) var en engelsk digter; han indsamlede, redigerede og udgav en samling engelske og franske eventyr om Kong Arthur og ridderne af det runde bord under titlen Le Morte d’Arthur. Historikerne John Leland (1506-1552) og John Bale (1495-1563) troede, at han var waliser; men moderne forskere, begyndende med George Lyman Kittredge i 1894, identificerer ham som Sir Thomas Malory fra Newbold Revel i Warwickshire, England. Denne Sir Thomas Malory var en adelsmand, godsejer og medlem af parlamentet.